# Hiroshige Sekō
Hiroshige Sekō (世耕 弘成, Sekō Hiroshige), né le 9 novembre 1962 à Osaka dans la préfecture du même nom, est un homme politique japonais.

## Biographie

### Jeunesse et études
Né dans le quartier de Tennoji, à Osaka, il réside dans son enfance à Shingū. Son père, Hiroaki Sekō, est adjoint au président de l'université de Kinki. Son grand-père est l'ancien directeur de l'Agence de la planification économique ; son oncle est un ancien ministre.
Après sa scolarité dans le secondaire, il est admis à l'université Waseda. Il étudie au sein de la faculté de science politique et d'économie. Il obtient une licence au sein du département de science politique. Il poursuit ses études en communication des entreprises à l'université de Boston.

### Parcours professionnel
Il travaille dans le privé après sa diplomation, notamment à Nippon Telegraph and Telephone.

### Parcours politique
En novembre 1998, à la suite du décès de son oncle, Masataka Sekō, il est élu député pour le Parti libéral-démocrate aux élections partielles de la circonscription de Wakayama. Il est réélu à la Chambre des conseillers généraux de 2001 ; il est par la suite nommé ministre sous plusieurs gouvernements de droite.
Il est nommé ministre de l'Économie, du Commerce et de l'Industrie par Shinzō Abe le 3 août 2016 ; il demeure à ce poste jusqu'au 11 septembre 2019.

#### Caisses noires du PLD
Il compte parmi les cadres du PLD impliqués dans le scandale des caisses noires, révélé fin 2023. Il perd sa place de chef des élus PLD au Sénat.

## Décoration
- 2014 : grand officier de l'ordre d'Orange-Nassau (Pays-Bas)